# 卡高尔
卡高尔（Khagaul），是印度比哈尔邦Patna县的一个城镇。总人口48330（2001年）。

## 人口
该地2001年总人口48330人，其中男性25754人，女性22576人；0—6岁人口6372人，其中男3448人，女2924人；识字率71.48%，其中男性为77.15%，女性为65.01%。